# Jos Wolfkamp
Jos Wolfkamp (Raalte, 4 oktober 1963) is een voormalige, Nederlandse wielrenner.

## Overwinningen
1989
- Omloop van de Veenkoloniën

1993
- NK Ind. tijdrit op de weg, Elite

1994
- Eindklassement Teleflex Tour

1996
- 2e etappe Hoy Classic
- Eindklassement Hoy Classic

1998
- Ronde van Groningen

2010
- Nederlands Kampioen 2010 Masters 40+

2013
- Nederlands Kampioen 2013 Masters 50+

2018
- Nederlands Kampioen 2018 Masters 55+